# Férfi rúdugrás a 2005. évi nyári európai ifjúsági olimpiai fesztiválon
A 2005. évi nyári európai ifjúsági olimpiai fesztiválon az atlétikai versenyszámokat Lignano Sabbiadoróban rendezték. A férfi rúdugrás döntőjét július 7.-én rendezték.

## Döntő
| H     | Név                     | Nemzet        | E    | Mj |
| ----- | ----------------------- | ------------- | ---- | -- |
| Arany | Yevgeniy Syuremov       | Oroszország   | 4.70 |    |
| Ezüst | Svit Pintar             | Szlovénia     | 4.70 |    |
| Bronz | Flavien Basson          | Franciaország | 4.60 |    |
| 4     | Szabó Dezső             | Magyarország  | 4.60 |    |
| 5     | Fotios Vlamis           | Görögország   | 4.50 |    |
| 6     | Lukáš Doskocil          | Csehország    | 4.50 |    |
| 7     | Rasmus Wejnol Jørgensen | Dánia         | 4.50 |    |
| 8     | Akseli Välimäki         | Finnország    | 4.40 |    |
| 8     | Gilbert Wilhe Wijntjens | Hollandia     | 4.40 |    |
| 10    | Dieter Jaspers          | Belgium       | 4.40 |    |
| 11    | Henning Holti           | Norvégia      | 4.20 |    |
| 12    | Kalmer Soolo            | Észtország    | 4.20 |    |
| -     | Karlis Pujats           | Lettország    | -    | NM |